# Indie Rocks (álbum)
Indie Rocks es el segundo álbum de la banda Alerta Rocket que fue lanzado en abril de 2014. Este álbum ha sido editado por la compañía independiente Fans N' Music en más de 200 tiendas digitales de música a nivel mundial como Apple Music, Spotify, Deezer, Rhapsody, iTunes, entre otras. El disco fue producido por Edgar Guerra, grabado y mezclado por Sandro García, Edgar Guerra, Bencio Lingan y Javier Anton en los estudios CT  y Alerta Rocket de Lima Perú, y masterizado por Toto Strapporava en los estudios Phonic Monkey de Buenos Aires Argentina.

## Lista de canciones
| N.º | Título               | Duración |  |
| 1.  | «Fiesta Gris»        | 3:34     |  |
| 2.  | «Lo Sientes»         | 3:11     |  |
| 3.  | «Someone Else»       | 3:53     |  |
| 4.  | «Miénteme»           | 3:03     |  |
| 5.  | «Love»               | 4:32     |  |
| 6.  | «I Need Your Love»   | 2:24     |  |
| 7.  | «Viaje»              | 2:38     |  |
| 8.  | «Otra Noche»         | 3:24     |  |
| 9.  | «Las Primeras Gotas» | 2:38     |  |
| 10. | «Despiértame»        | 3:24     |  |